# Скарборо (фільм)
«Скарборо» (англ. Scarborough) — британський драматичний фільм 2018 року, знятий за сценарієм і режисурою Барнабі Сауткомба та заснований на п'єсі Фіони Еванс. Дія розгортається навколо двох пар, що переживають складні романтичні стосунки на фоні інтимної атмосфери готелю, звуків моря і осінніх пейзажів мальовничого містечка Скарборо.
У головних ролях Джессіка Барден, Джордан Болджер, Едвард Хогг та Джоді Мей. Прем'єра фільму відбулася на Варшавському кінофестивалі 13 жовтня 2018 року, а в прокат у Великій Британії стрічка вийшла 6 вересня 2019 року.

## Сюжет
Сюжет розгортається навколо двох пар, які оселяються в занедбаному готелі в місті Скарборо, що розташоване на північному узбережжі Англії. Перший дует складається з Лізи, вчительки середніх років, та її учня Даза. Вони приховують свої стосунки від світу, намагаючись знайти притулок від моральних і соціальних норм, які їх засуджують. Друга пара — Ейден, дорослий чоловік, і його учениця Бетані, які також намагаються знайти власний шлях через заборонені почуття. Вони тікають від осуду суспільства та правил, намагаючись заховатися у скромному готелі, щоб насолодитися кількома днями свободи на вихідних.
Здається, що пари знають про присутність одна одної, але не взаємодіють між собою. У сценах з літньою жінкою менеджер у готелі має посивіле волосся та вуса, тоді як у сценах з молодшою дівчиною ці риси відсутні. Ці дві жінки, звісно ж, та сама особа з різницею в 20 років. Це підкреслюється тим, що обидві пари часто використовують ті ж самі слова, в тому ж порядку, за чим йде зізнання літньої жінки: «Я була тут раніше. Той самий готель, та сама кімната. Я була тут з Ейденом. Він привів мене сюди.» Ейден, звісно, був супутником молодшої дівчини.

## У ролях
| Актор           | Роль            |
| --------------- | --------------- |
| Джессіка Барден | Бетані          |
| Джордан Болджер | Даз             |
| Джоді Мей       | Ліз             |
| Едвард Хогг     | Ейден           |
| Деніел Йорк     | менеджер готелю |

## Фільмування
Фільм був адаптований для екрану режисером Барнабі Сауткомбом, який переглянув оригінальну п'єсу Фіони Еванс «Скарборо» у лондонському Театрі Королівський двір у 2008 році. Вперше п'єса була поставлена в Единбурзі, але за оригінальним сценарієм герої живуть не в готелі, а в міні-готелі типу «ліжко і сніданок» у Скарборо. Основні зйомки проходили в приморському містечку Скарборо в Північному Йоркширі з травня 2017 року. Для зйомок використовувався The Grand Hotel, з якого відкривається вид на Південну затоку в Скарборо, хоча для фільму його перейменували на The Metropole.

## Прем'єра
Фільм був показаний на Варшавському міжнародному кінофестивалі у жовтні 2018 року та на Міжнародному кінофестивалі в Макао у грудні 2018 року. Прем'єра стрічки у Великій Британії відбулася 6 вересня 2019 року в театрі Стівена Джозефа в місті Скарборо, також відбувся обмежений показ у деяких містах Йоркширу перед повним британським національним прокатом у вересні 2019 року.
Фільм увійшов до 15 міжнародних фільмів, представлених на Міжнародному кінофестивалі в Гофі 2019 року, а його канадська прем'єра відбулася у вересні 2019 року на Міжнародному кінофестивалі у Ванкувері.

## Сприйняття
Попередній перегляд фільму відбувся на Варшавському кінофестивалі у жовтні 2018 року, де один з рецензентів зазначив: «Історія кохання на узбережжі від Барнабі Сауткомба стрімко лине і не втрачає своєї нестримної веселості, відображеної енергійною ручною камерою Яна Леггетта та млявими широкоекранними морськими пейзажами». «Фільм також був номінований за найкращий фільм на Міжнародному кінофестивалі в Трансільванії, де один з рецензентів зазначив: „Ручна камера посилює відчуття, що ми втручаємося в найінтимніші моменти життя персонажів, але це відчуття не дає паралельному монтажу фільму зануритися надто глибоко“. Рішення Сауткомба чергувати сцени з двома парами натякає на те, що історії розгортаються одночасно».
Директор Дублінського міжнародного кінофестивалю Грейн Хамфріс зазначила;
|  | Елегантна драма Сауткомба уникає простих визначень. Персонажі настільки морально складні, що це неодмінно схвилює та заінтригує глядачів. |

На сайті-агрегаторі рецензій Rotten Tomatoes стрічка має рейтинг 60% на основі 5 рецензій із середнім рейтингом 5/10.

## Відзнаки
| Нагорода                                   | Дата       | Категорія       | Одержувач(и) та номінант(и) | Результат | Прим.  |
| ------------------------------------------ | ---------- | --------------- | --------------------------- | --------- | ------ |
| Міжнародний кінофестиваль, Макао           | 14.12.2018 | Кращий сценарій | «Скарборо»                  | Перемога  | [ 16 ] |
| Трансільванський міжнародний кінофестиваль | 11.06.2019 | Кращий фільм    | «Скарборо»                  | Номінація | [ 3 ]  |